# Akot
Pour les articles homonymes, voir Akot (homonymie).
Akot, est une ville et un conseil municipal du district d'Akola dans l'État indien du Maharashtra. Lors du recensement de l'Inde de 2011, sa population s'élève à 92 637 habitants.